# Tesserodon henryi
Tesserodon henryi är en skalbaggsart som beskrevs av Ross Storey 1991. Tesserodon henryi ingår i släktet Tesserodon och familjen bladhorningar. Inga underarter finns listade i Catalogue of Life.